# Кратохвил, Милош Вацлав
Милош Вацлав Кратохвил (чеш. Miloš Václav Kratochvíl; 6 января 1904, Вена, Австро-Венгрия, — 9 июля 1988, Прага, Чехословакия) — чешский писатель, автор исторических романов.

## Биография
Милош Вацлав Кратохвил родился в 1904 году в Вене в семье архивного служащего. Он окончил гимназию в Праге, изучал историю в Пражском университете, с 1929 года работал в Пражском городском архиве, с 1940-х годов — в киноиндустрии. В 1947 году Кратохвил занялся драматургией. Параллельно он писал исторические романы, которые и сделали его известным. В основном произведения Кратохвилла посвящены гуситским войнам, эпохам после битвы при Белой Горе и после 1848 года.
В 1940-х — 1950-х годах писатель следовал в своих романах официальной идеологической линии, показывая «преемственность революционных традиций чешской нации», делая героями повествования «широкие народные массы» и сводя суть основных конфликтов к классовой борьбе. В результате получались явно идеологизированные тексты: сюжет становился всё более примитивным, персонажи — ходульными, усиливалась роль авторских отступлений, в которых читателю разъяснялась суть событий. За это Кратохвила критиковали даже современные ему чехословацкие рецензенты (по словам одного из них, Ян Гус в изображении писателя превратился в «автомат для произнесения разных проповедей и речей»). Тем не менее романы этого автора «Магистр Ян» и «Факел» считаются наиболее значительными из произведений своей эпохи, посвящённых гуситским войнам.
Когда цензура в Чехословакии начала слабеть, Кратохвил одним из первых среди писателей, работавших в историческом жанре, обратился к приключенческим сюжетам, предполагавшим минимальную идеологическую составляющую. В 1954 году он издал авантюрный роман «Удивительные истории и приключения Яна Корнела», герой которого, живущий в XVII веке, переживает самые разнообразные жизненные перипетии. В 1970-х годах Кратохвил занимался литературными экспериментами: его романы «Европа кружилась в вальсе» (1974) и «Европа в окопах» (1976) написаны с использованием техники коллажа.

## Список произведений
- Одинокий боец (1941; переработан в 1955);
- Остров рококо (1942, детективный роман, опубликованный под псевдонимом Пётр Сабарт);
- Král obléká halenu (1945, о Вацлаве IV);
- Факел (1950, о Яне Гусе);
- Магистр Ян (1951, о Яне Гусе);
- Ян Жижка (1952);
- Ян Желивский (1953);
- Удивительные истории и приключения Яна Корнела (1954, об эпохе Тридцатилетней войны);
- Вероника (1956);
- Гуситская хроника (1956);
- Добрая кошка, которая держит язык за зубами (1970);
- Меч Матьяша (1971, о графе Турне);
- Время звёзд и мандрагоры (1972);
- Любовь короля (1973)
- Европа кружилась в вальсе (1974);
- Жизнь Яна Амоса (1975, о Яне Амосе Коменском);
- Европа в окопах (1976).